# Fronteras de Benín
Las fronteras de Benín son los linderos internacionales que Benín comparte con sus Estados vecinos. Están representados por líneas que delimitan el territorio nacional donde el Estado ejerce su autoridad soberana.

## Fronteras

### Terrestres
Benín comparte fronteras terrestres con sus 4 países vecinos: Burkina Faso, Níger, Nigeria y Togo, con un total de 2123 km.

### Resumen
La siguiente tabla resume todas las fronteras de Benín:
| País         | Frontera terrestre (km) | Notas |
| ------------ | ----------------------- | ----- |
| Burkina Faso | 386                     |       |
| Níger        | 277                     |       |
| Nigeria      | 809                     |       |
| Togo         | 651                     |       |
| Total        | 2123                    |       |